# Alexander Skene
Alexander Johnston Chalmers Skene (Fyvie, 17 giugno 1837 – Catskill Mountains, 4 luglio 1900) è stato un ginecologo scozzese, il primo a descrivere ciò che oggi conosciamo con l'eponimo di ghiandole di Skene.
Nato a Fyvie (una frazione dell'Aberdeenshire in Scozia), all'età di 19 anni si trasferì in America dove studiò medicina a Toronto e nel Michigan, conseguendo la laurea in medicina al Long Island College Hospital di Brooklyn nel 1863.

Dopo aver assolto per un breve periodo il servizio militare in qualità di assistente chirurgo, entrò come ricercatore medico nello stesso istituto dove si era laureato, il Long Island College Hospital, divenendone in seguito Professor of Disease of Women (Professore della Cattedra di Malattie Femminili).
Skene ha scritto più di 100 articoli di medicina e molti libri di testo, ha inoltre contribuito al perfezionamento di vari strumenti chirurgici e al miglioramento di diverse tecniche di chirurgia ostetrica e ginecologica. Viene comunque ricordato come lo scienziato che per primo descrisse l'anatomia e la fisiologia delle ghiandole esocrine parauretrali/periuretrali femminili che oggi portano il suo nome, le Ghiandole di Skene.
Alexander Skene è deceduto il 4 luglio 1900 nella sua casa estiva di Catskill Mountains nello stato di New York.